# Don't Fight the Feeling
Don't Fight the Feeling là mini-album thứ bảy của nhóm nhạc nam Hàn–Trung Quốc EXO, được SM Entertainment phát hành vào ngày 7 tháng 6 năm 2021. Đây là album đầu tiên của nhóm kể từ album phòng thu Obsession (2019), đồng thời đánh dấu sự trở lại của ba thành viên Xiumin, Lay và D.O. kể từ lần cuối cùng họ hoạt động cùng nhóm trong album phòng thu Don't Mess Up My Tempo (2018). Album có bốn phiên bản vật lý, bao gồm hai phiên bản sách ảnh, một phiên bản jewel case và một phiên bản expansion.

## Bối cảnh
Vào các ngày 29 tháng 3 và 6 tháng 5 năm 2021, hai thành viên Chanyeol và Baekhyun lần lượt bắt đầu thực hiện nghĩa vụ quân sự bắt buộc và tạm dừng hoạt động cùng EXO. Trước khi nhập ngũ, họ đã cùng các thành viên đang hoạt động còn lại của EXO bí mật thu âm cho album tiếp theo của nhóm. Trong video chúc mừng ngày kỷ niệm 9 năm hoạt động của nhóm được đăng tải vào ngày 8 tháng 4, các thành viên tiết lộ là Xiumin và D.O. đã quay trở lại hoạt động sau khi xuất ngũ và họ đang chuẩn bị cho một album mới sẽ được phát hành trong nửa đầu năm 2021. Lay cũng đã tham gia ghi âm cho album, đánh dấu hoạt động cùng nhóm đầu tiên của anh kể từ album Don't Mess Up My Tempo (2018). Album không có sự tham gia của Chen và Suho, hai thành viên đã nhập ngũ từ giữa năm 2020.

## Phát hành
EXO công bố về Don't Fight the Feeling vào ngày 11 tháng 5 năm 2021. Sau đó, nhóm lần lượt đăng tải các hình ảnh và video giới thiệu cho album từ cuối tháng 5 đến đầu tháng 6. Ngày 7 tháng 6, album và video âm nhạc của bài hát chủ đề được phát hành.

## Doanh số
Trước khi được phát hành, Don't Fight the Feeling nhận được 1,22 triệu đơn đặt hàng và trở thành album được đặt trước nhiều nhất từ trước đến nay của EXO.

## Danh sách bài hát
| Don't Fight the Feeling | Don't Fight the Feeling                                                                          | Don't Fight the Feeling                                   | Don't Fight the Feeling                                                                      | Don't Fight the Feeling    | Don't Fight the Feeling |
| STT                     | Nhan đề                                                                                          | Phổ lời                                                   | Phổ nhạc                                                                                     | Phối khí                   | Thời lượng              |
| ----------------------- | ------------------------------------------------------------------------------------------------ | --------------------------------------------------------- | -------------------------------------------------------------------------------------------- | -------------------------- | ----------------------- |
| 1.                      | "Don't Fight the Feeling"                                                                        | Kenzie                                                    | Mike Jiminez Damon Thomas Tesung Kim (Iconic Sound) Tha Aristocrats Tiyon "TC" Mack Moon Kim | Tha Aristocrats            | 2:57                    |
| 2.                      | "Paradise" (tiếng Hàn: 파라다이스; Romaja: Paradaiseu)                                           | Brandon Arreaga Edwin Honoret Jake Torrey Michael Matosic | Brandon Arreaga Edwin Honoret Jake Torrey Michael Matosic                                    | Brandon Arreaga            | 3:38                    |
| 3.                      | "No Matter" (tiếng Hàn: 훅!; Romaja: Huk!)                                                       | Mok Ji-min (lalala Studio)                                | Skylar Mones Andreas Öberg Patrick Hartman                                                   | Skylar Mones Andreas Öberg | 3:42                    |
| 4.                      | "Runaway"                                                                                        | Seo Ji-eum                                                | Kevin White (Rice n' Peas) Mike Woods (Rice n' Peas) Andrew Bazzi (Rice n' Peas)             | Rice n' Peas               | 3:28                    |
| 5.                      | "Just as Usual" (tiếng Hàn: 지켜줄게; Romaja: Jikyeojulge; dịch nghĩa đen: ""Anh sẽ bảo vệ em"") | Thama (Devine Channel)                                    | San (Vendors) Fascinador (Vendors) Zenur (Vendors) Shaquille Rayes                           | Vendors                    | 3:28                    |
| Tổng thời lượng:        | Tổng thời lượng:                                                                                 | Tổng thời lượng:                                          | Tổng thời lượng:                                                                             | Tổng thời lượng:           | 17:12                   |